# Tipulamima opalimargo
Tipulamima opalimargo là một loài bướm đêm thuộc họ Sesiidae. Nó được biết đến ở Madagascar.